# Relación de expansión
La relación de expansión de una sustancia licuada y criogénica es el volumen de una determinada cantidad de esa sustancia en forma líquida en comparación con el volumen de la misma cantidad de sustancia en forma gaseosa, a temperatura ambiente y presión atmosférica normal.
Si se vaporiza una cantidad suficiente de líquido dentro de un recipiente cerrado, se producen sobrepresiones que pueden conducir a la rotura del recipiente a presión. Por tanto, es imprescindible la utilización de válvulas de alivio de presión y válvulas de ventilación.
La relación de expansión de algunos fluidos licuados y criogénicos comunes desde su punto de ebullición hasta temperatura y presión ambiental es:
- Nitrógeno, de 1 a 696.
- Helio líquido, de 1 a 757.
- Argón, de 1 a 847.
- Hidrógeno líquido, de 1 a 851.
- Oxígeno líquido, de 1 a 860.
- Neón, tiene la relación de expansión más alta con 1 a 1445.[3][4]